# Moscou (Koekelare)
Moscou (ook wel gespeld als Moskou) is een gehucht in de tot de West-Vlaamse gemeente Koekelare behorende deelgemeente Bovekerke.
De ietwat merkwaardige naam zou mogelijk zijn ontstaan naar aanleiding van de oorlog van Napoleon tegen Rusland, in 1812. In 1842 werd de straat Moscou aangeduid als Moscou-wegelke. Het was tot in de 20e eeuw de belangrijkste wijk van Bovekerke, die meer huizen telde dan het eigenlijke dorp.
Moscou bezit een kapel, gewijd aan Onze-Lieve-Vrouw van Altijddurende Bijstand, welke in 1906 werd gebouwd door ene Karel Dewilde, uit dankbaarheid voor zijn genezing.